# 杉本孝一
杉本 孝一（すぎもと こういち、1964年4月15日 - ）は、静岡朝日テレビの元アナウンサー。報道制作局制作部次長。
静岡県沼津市出身。早稲田大学商学部卒業。大学時代は放送研究会に属し、アナウンサー養成学校にも通っていたが、ディレクター採用で入社。数年後、取材した事件のリポーターとして出演したことを契機に、裏方から表に出るようになった。制作部との掛け持ちであったため、アナウンサー採用された同僚とは離れた場所に机がある。2017年4月からはアナウンサー活動を縮小している。

## 過去
- おはようしずおか
- スポーツパラダイス（女子フットサル DFUT WINGSのナレーション）
- ピエール瀧のしょんないTV（2018年4月まで主にナレーションを担当[2]）
- とびっきり!しずおか